# Konjaku Monogatarishū

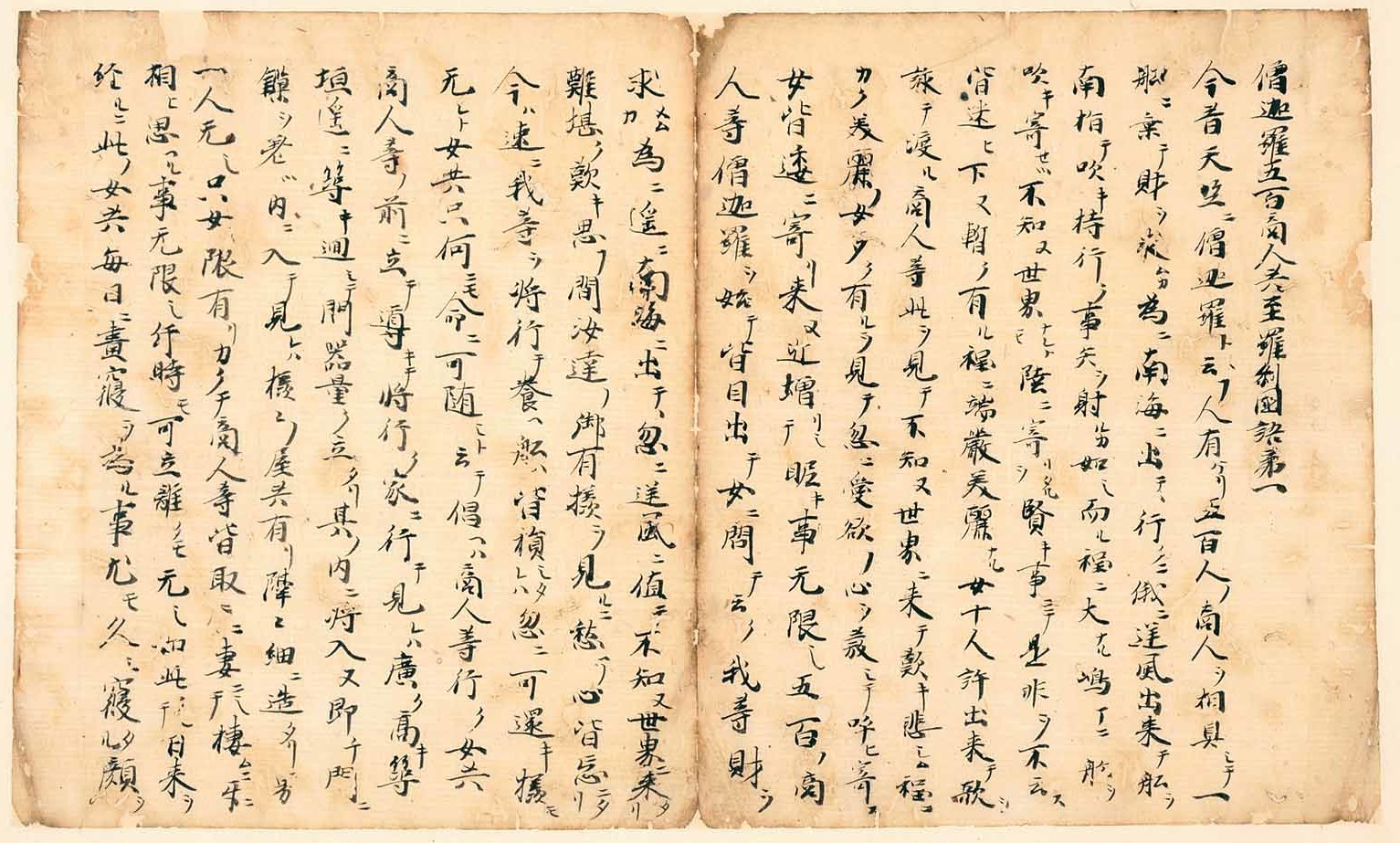
Konjaku Monogatarishū

De Konjaku Monogatarishū (Japans: 今昔物語集, verhalenverzameling van nu en vroeger, soms ook kortweg: Konjaku Monogatari) is een bloemlezing van meer dan 1000 setsuwa (een Japans literair genre) uit de late Heianperiode (12e eeuw). De titel van de bloemlezing is afkomstig van de gewoonte dat ieder verhaal begint met de woorden「今ハ昔」 (Ima wa mukashi, vergelijkbaar met hoe men in westerse talen een sprookje opent: "er was eens ..."). Uit de Sino-Japanse lezing volgt de uitspraak kon jaku.
De Konjaku Monogatari had grote invloed op de setsuwa-literatuur, in het bijzonder op de Uji Shui Monogatari uit de 13e eeuw. Ook de werken van schrijvers uit de  Taishōperiode wijzen op de referenties en invloeden van de Konjaku Monogatari, zoals het werk van Akutagawa Ryūnosukes Rashōmon en Hana.
Oorspronkelijk omvatte de verzameling 31 maki (schriftrollen); echter ontbreken tegenwoordig de rollen 8, 18 en 21, waardoor er nog slechts 28 in het origineel behouden zijn. Het oudste bewaard gebleven manuscript is de Sazuka Uitgave (鈴鹿家旧蔵本, Sazuka kyū-zōhon), dat in 1996 als Japans nationaal cultureel erfgoed werd uitgeroepen en in bezit is van de Universiteit van Kioto.
De auteur en de precieze datering van het werk zijn onbekend.  Een vergelijking van de inhoudelijke aspecten van Konjaku Monogatari met historische gebeurtenissen, zoals de Hogen-opstand (1156), de Heiji-opstand (1159-1160) en de Genpei-oorlog (1180-1185), lijkt te suggereren dat de collectie in de eerste helft van de 12e eeuw, waarschijnlijk na 1120 is opgesteld. Alhoewel de auteur onbekend is, zijn er verschillende aannames over een mogelijke uitgever van de Konjaku Monogatari. Indien men Uji Dainagon Monogatari als een uitgebreide uitgave van de Konjaku Monogatari beschouwt, dan zou Minamoto no Takakuni (源 隆国, 1004–1077) de uitgever geweest kunnen zijn. Beschouwt men echter naast de krijgersklasse en de keizer ook de geestelijke klasse als derde macht, dan komen ook monniken in aanmerking, zoals de monnik Toba Sojo (鳥羽 僧正, 1053–1140), ook bekend als Kakuyū (覚猷).

## Inhoud
De verzameling beslaat vertellingen uit India, China en Japan.
De Konjaku Monogatari kan op basis van topografie in drieën worden verdeeld. Het eerste deel omvat de eerste vijf Maki en heet Tenjiku (天竺), omdat het de verhalen van India bevat. De volgende vijf Maki vormen het tweede deel, Shintan (震旦), waarin de verhalen van China zijn verzameld. In de overige rollen van de bloemlezing, de Honchō sectie (本朝), draait het om Japan. Elk van de drie delen kent moraliserende aspecten in de boeddhistische zin. Wegens de aanwezigheid van zinsconstructies die vergelijkbaar zijn met eerdere werken in dit soort, wordt aangenomen dat de Konjaku Monogatari geen echt nieuw geschreven werk is, maar dat er sprake is van kopieën en eclectische herhalingen van bestaande werken uit die tijd. Delen van de Konjaku Monogatari kopiëren, vaak in vereenvoudigde karakters, delen van de Nihon Ryōiki en doen denken aan de Sanbōekotoba (三宝絵詞) of de Honchō hokke genki (本朝法華験記).